# NGC 6195
NGC 6195 (również PGC 58596 lub UGC 10469) – galaktyka spiralna (Sb), znajdująca się w gwiazdozbiorze Herkulesa. Odkrył ją William Herschel 30 maja 1791 roku. Jest to galaktyka z aktywnym jądrem typu LINER; jest też zaliczana do radiogalaktyk.
W galaktyce tej zaobserwowano supernową SN 1975K.